# Jean Lardi
Giovanni Lardi, francisé en Jean Lardi (né le 11 juillet 1898 à Fanano) est un footballeur et entraîneur de football italien. 

## Carrière

### Carrière de footballeur
| Saison                | Club                  | Championnat           | Championnat | Championnat | Coupe(s) nationale(s) | Coupe(s) nationale(s) | Total | Total |
| Saison                | Club                  | Division              | M.          | B.          | M.                    | B.                    | M.    | B.    |
| 1931-1932             | OGC Nice              | -                     | -           | -           | -                     | -                     | 0     | 0     |
| 1932-1933             | OGC Nice              | Division 1            | 9           | 0           | 3                     | 0                     | 12    | 0     |
| 1933-1934             | OGC Nice              | Division 1            | 16          | 0           | -                     | -                     | 16    | 0     |
| Total sur la carrière | Total sur la carrière | Total sur la carrière | 25          | 0           | 3                     | 0                     | 28    | 0     |

### Carrière d'entraîneur
- 1932-1933 :  OGC Nice
- 1935-1936 :  Football Club d'Antibes
- 1946-1947 :  OGC Nice